# أونارتوزوماب
أونارتوزوماب هو جسم مضاد وحيد النسيلة مأنسن صمم لعلاج السرطان طورته جينينتك.